# سیلوان لیک (میشیگان)
سیلوان لیک، میشیگان (به انگلیسی: Sylvan Lake, Michigan) یک شهر در ایالات متحده آمریکا با جمعیت ۱٬۷۲۰ نفر است که در میشیگان واقع شده‌است.